# 勧修寺政顕
勧修寺 政顕（かじゅうじ まさあき）は、室町時代の公家（公卿）。極位極官は、従二位・権中納言。堂上家の勧修寺家（藤原北家高藤流甘露寺支流、名家）の9代当主。「政」の字は室町幕府第8代将軍足利義政より偏諱を賜ったものである。

## 生涯
准大臣・勧修寺教秀の子。母は権中納言・飛鳥井雅永の娘。養父は叔父の勧修寺経茂で、教秀から直接家督を継いだのではなく、教秀が養子としていた経茂が一旦当主となってその養子という形で政顕が継いだ。
文明15年（1483年）10月11日、参議。
晩年は子の尚顕共々女婿の畠山義総を頼り、京を離れ能登国または加賀国で出家して真顕（しんけん）と号した。

## 系譜
- 父：勧修寺教秀
- 母：飛鳥井雅永の娘
- 養父：勧修寺経茂
- 妻：不詳
  - 男子：勧修寺尚顕（1478-1559）
  - 男子：町顕量
  - 女子：畠山家俊室
  - 女子：澄祝室
  - 女子：広橋兼秀室
  - 女子：畠山義総室
  - 女子：広橋国子（広橋兼秀養女、後奈良天皇後宮）
  - 養子：勧修寺経熈